# Saint-Jean-de-Beauregard
Saint-Jean-de-Beauregard is een gemeente in het Franse departement Essonne (regio Île-de-France) en telt 283 inwoners (1999). De plaats maakt deel uit van het arrondissement Palaiseau.

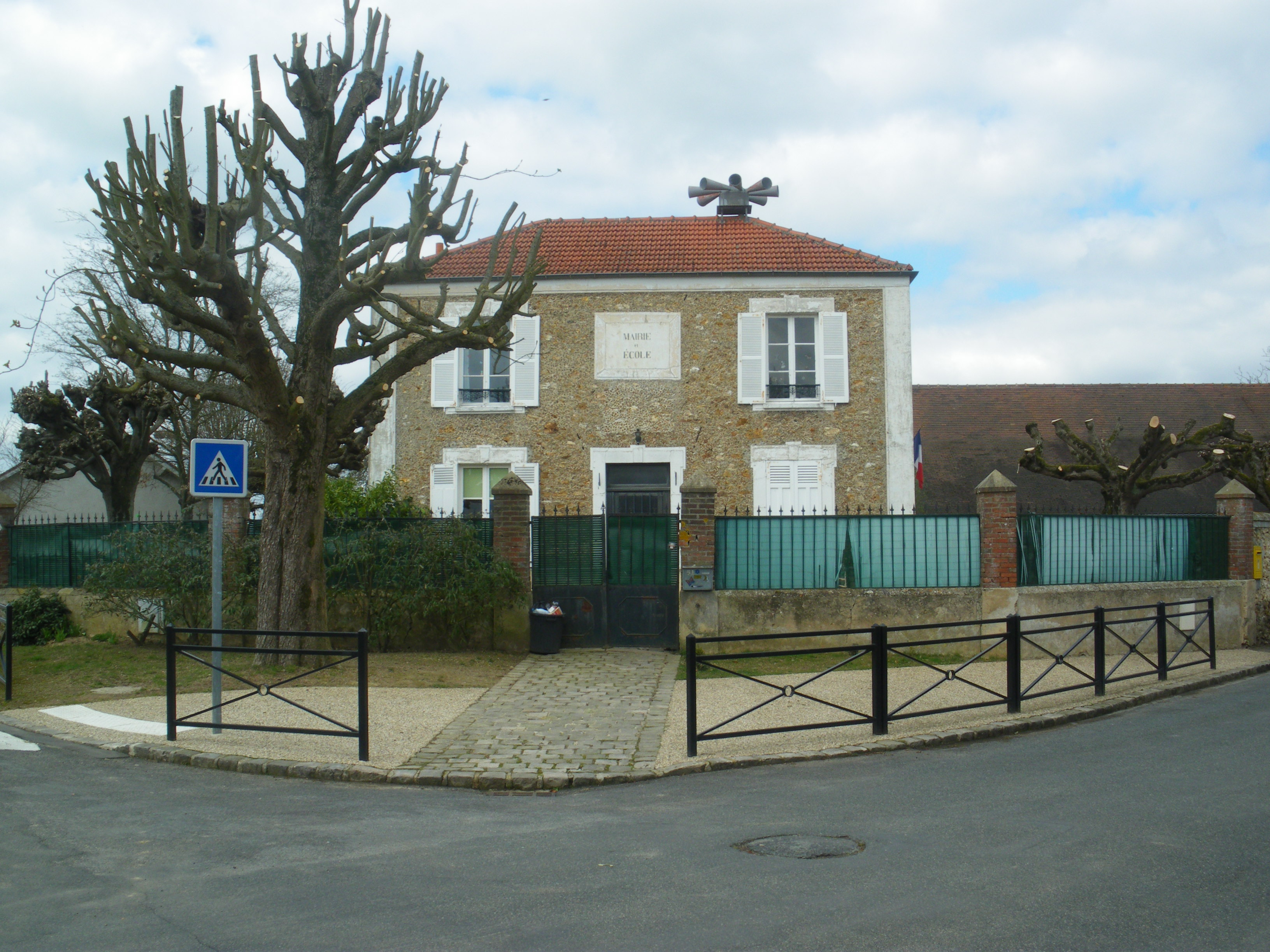
Gemeentehuis
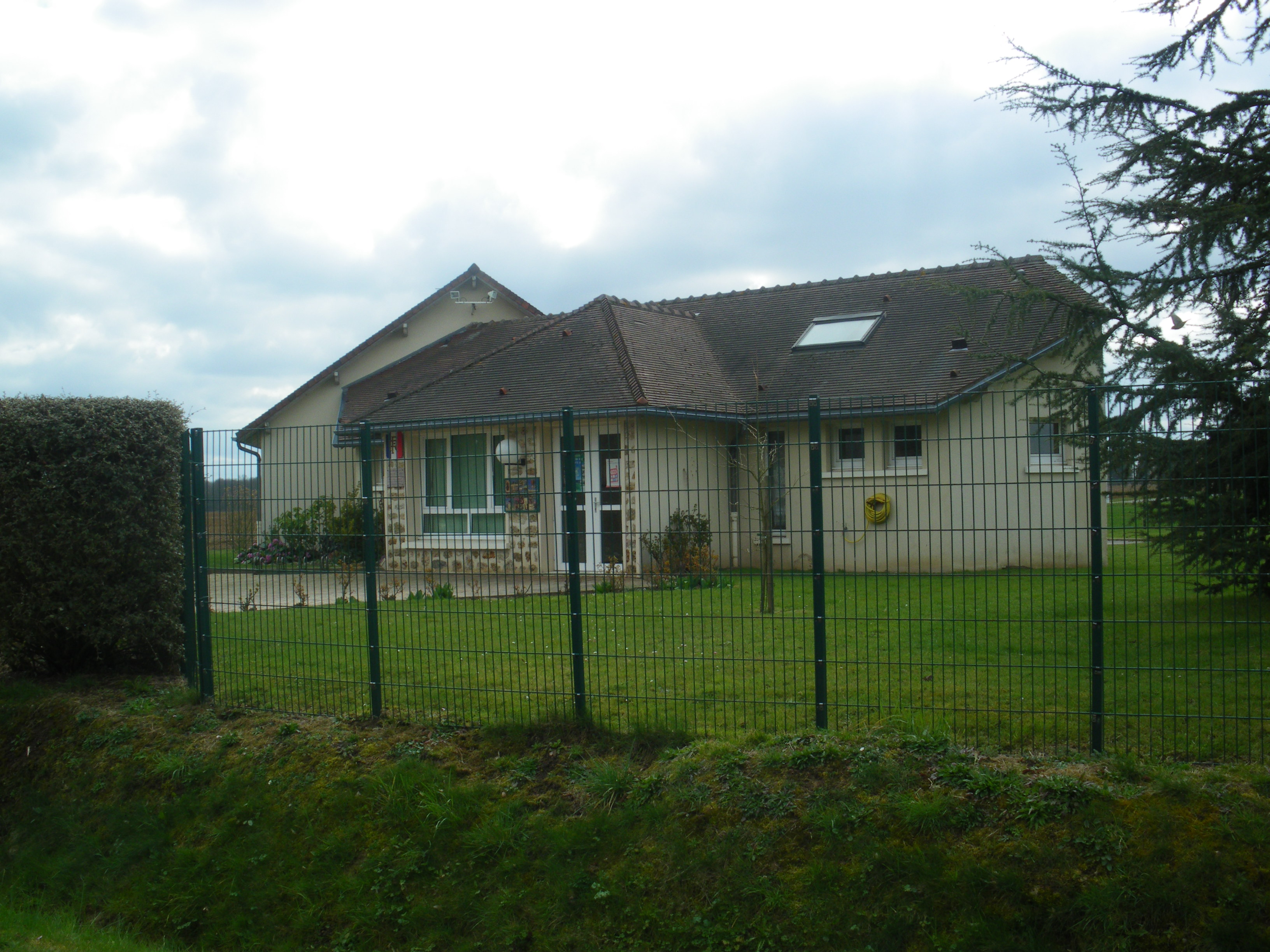
School van Saint-Jean-de-Beauregard
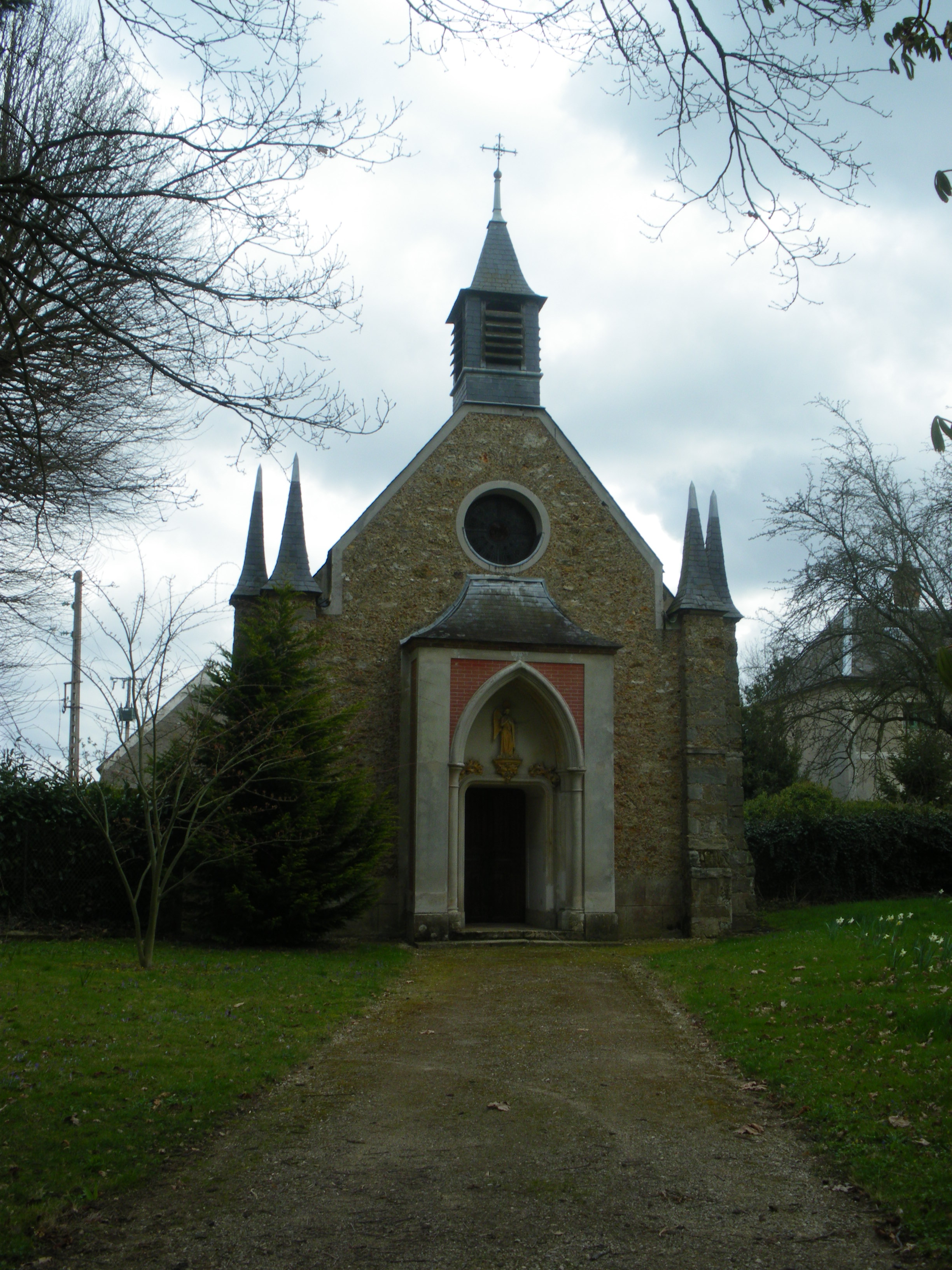
Kerk van Saint-Jean-de-Beauregard

## Geografie
De oppervlakte van Saint-Jean-de-Beauregard bedraagt 4,0 km², de bevolkingsdichtheid is 70,8 inwoners per km².
De onderstaande kaart toont de ligging van Saint-Jean-de-Beauregard met de belangrijkste infrastructuur en aangrenzende gemeenten.

## Demografie
Onderstaande figuur toont het verloop van het inwonertal (bron: INSEE-tellingen).